# نيكوس ميخالولياكوس
نيكوس ميخالولياكوس (مواليد 11 ديسمبر 1957) هو سياسي يوناني مؤسس حزب الفجر الذهبي.